# Kay Stenshjemmet
Kay Arne Stenshjemmet (ur. 9 sierpnia 1953 w Lillestrøm) – norweski łyżwiarz szybki, dwukrotny medalista olimpijski i mistrzostw świata.

## Kariera
Pierwszy sukces w karierze Kay Stenshjemmet osiągnął w 1973 roku, kiedy podczas mistrzostw świata juniorów w Assen zdobył brązowy medal w wieloboju. Trzy lata później wystartował na igrzyskach olimpijskich w Innsbrucku, gdzie jego najlepszym wynikiem było jedenaste miejsce w biegu na 1500 m. W tym samym roku zdobył złoty medal na wielobojowych mistrzostwach Europy w Oslo, a na mistrzostwach świata w Heerenveen był czwarty, przegrywając walkę o medal z Holendrem Hansem van Heldenem. W 1977 roku zdobył srebro na mistrzostwach Europy w Larvik, a dwa lata później był trzeci podczas mistrzostw świata w Oslo. Lepsi okazali się tam tylko Eric Heiden z USA i kolejny Norweg, Jan Egil Storholt.
W 1980 roku wywalczył dwa srebrne medale podczas igrzysk olimpijskich w Lake Placid na dystansach 1500 m i 5000 m. W obu przypadkach zwyciężył Amerykanin Eric Heiden. W tym samym roku zwyciężył na wielobojowych mistrzostwach Europy w Trondheim. Ostatnie medale zdobył w 1981 roku: na mistrzostwach świata w Oslo był drugi za swym rodakiem, Amundem Sjøbrendem, a podczas mistrzostw Europy w Deventer zajął trzecie miejsce.
W latach 1976, 1977, 1978 i 1981 był mistrzem Norwegii w wieloboju, a w 1976 roku zwyciężył również w wieloboju sprinterskim. Pobił jeden rekord świata.

### Mistrzostwa świata
- Mistrzostwa świata w wieloboju
  - srebro – 1981
  - brąz – 1979